# Соуджърнър Трут
Соуджърнър Трут ((от англ. sojourn – пребивавам временно; и truth – истина) (ок. 1797 – 26 ноември 1883) е име, което американската аболиционистка и активистка за правата на жените Изабела Баумфри приема след 1843 г.

## Биография
Трут е родена в робство в селцето Суортакил, окръг Ълстър, щата Ню Йорк, но избягва с невръстната си дъщеря през 1826 г. След като отива на съд, за да върне сина си, тя става първата чернокожа жена в историята на САЩ, спечелила такова дело срещу бял мъж. Известната ѝ импровизирана реч за правата на жените, „Не съм ли жена?“, е произнесена през 1851 г. на конгреса по права на жените в Акрън, Охайо. По време на Американската гражданска война помага за набирането на чернокожи войници за Съюзните войски. След войната Трут безуспешно се опитва да осигури дарена земя от федералното правителство за бивши роби.

## Младежки години
Около 1797 г. в семейство на роби в щата Ню Йорк, САЩ, се ражда Изабела Бомфри. През 1809 г. родителите ѝ умират. Многократно купувана и продавана, тя бяга от робовладелеца си през 1826 г. и е освободена на 4.7.1827 г. заедно с всички роби в щата Ню Йорк, родени преди 4.07.1799 г. През 1843 г. Изабела приема името Соджънър Трут.

## Дейност
По време а Гражданската война (1861 – 1865) Соджънър Трут пътува в Средния запад, за да търси подкрепа за каузата на Севера. По пътя си се натъква на силна враждебност. В един от градовете антивоенна групировка заплашва да подпали залата, в която тя държи реч. Но Трут не се поколебава и отврща на протестиращите:„Тогава ще държа речта си в пепелта.“

## Автобиографична книга
През 1850 г. Соджънър Трут издава автобиографията си „Разказ за Соджънър Трут“. По онова време това се счита за подвиг на една чернокожа жена, която така и не се научава да чете и пише. Книгата написва приятел на Трут под нейна диктовка. Издаването ѝ я прославя и ѝ носи печалба, с която Трут пътува из страната и се бори срещу робството.